# ويليام إف. لاد
ويليام إف. لاد (بالإنجليزية: William F. Ladd)‏ هو عسكري أمريكي، (ولد في سبنسر في الولايات المتحدة 1896 – 1980 م).